# Strada europea E847
La strada europea E847 è una strada di classe B il cui percorso si trova completamente in territorio italiano.
Collega Sicignano degli Alburni con Metaponto. 

## Percorso
| E847 SICIGNANO-METAPONTO |        |                                                     |                                               |  |
| Tipologia                | Tratto | Interconnessioni                                    |                                               |  |
| autostrada               | RA5    | Sicignano - (E45 Sicignano degli Alburni) - Potenza | con spartitraffico centrale ma limite di 100  |  |
| superstrada              | SS 407 | Potenza - Calciano                                  | con spartitraffico centrale ma limite di 90   |  |
| superstrada              | SS 407 | Calciano - (E90 Bernalda) - Metaponto               | senza spartitraffico centrale ma limite di 90 |  |